# Cryptogemma polystephanus
Cryptogemma polystephanus é uma espécie de gastrópode do gênero Cryptogemma, pertencente à família Turridae.